# 泰國東方航空
泰國東方航空是一間經營定期國內或國際航線的泰國航空公司，也有經營包機業務，總部設於曼谷，主要的樞紐則在新曼谷國際機場。

## 歷史
- 因为创始人兼主席Udom Tantiprasongchai与泰国皇室间的良好关系，泰國東方航空和現已解散的全資國內航空公司One-Two-Go航空是泰國唯一受皇室認可的航空公司，其總部原設於曼谷廊曼。
- 2008年7月22日，One-Two-GO航空269號班機空難發生之後不久，泰國東方航空與One-Two-Go由非法超時工作時間及詐騙，被勒令暫停服務56天。
- 2010年9月22日，泰國東方航空接收了其首架波音747-400飛機（HS-STC）。
- 2016年4月11日，泰东方执行普吉至南宁OX616航班在南宁落地后发现左前轮丢失。中国民航局在对泰东方在华运行的日常监察中，还发现其存在多起违反中国民航规章的问题。5月5日，中國民航局決定削减泰國東方航空在中國5个定期航点，削减其5架在华运行的飞机，暂停批准其新增在华航点、飞机申请，罚款29,000元人民币，并将该公司列为重点监管对象。[2]
- 2017年9月，泰国东方航空公司暂时停止了所有业务。同年12月，它在完成与泰国航空当局的重新认证后恢复了服务。
- 2018年7月，泰国东方航空公司再度暂停了所有业务，等待重组（实质上已经被清算）。其机队全数封存（包括之前因欠国外机场维修费用而被扣的机队）。
- 2018年10月9日，泰国东方航空公司正式清盤結業。
- 目前航空公司网页已经关闭。

## 结束运营前航點
定期航班
- 泰國
  - 曼谷─廊曼（樞紐）

不定期航班/包機
- 中國
  - 南宁
  - 上海
  - 长沙
  - 南昌
  - 昆明

## 機隊

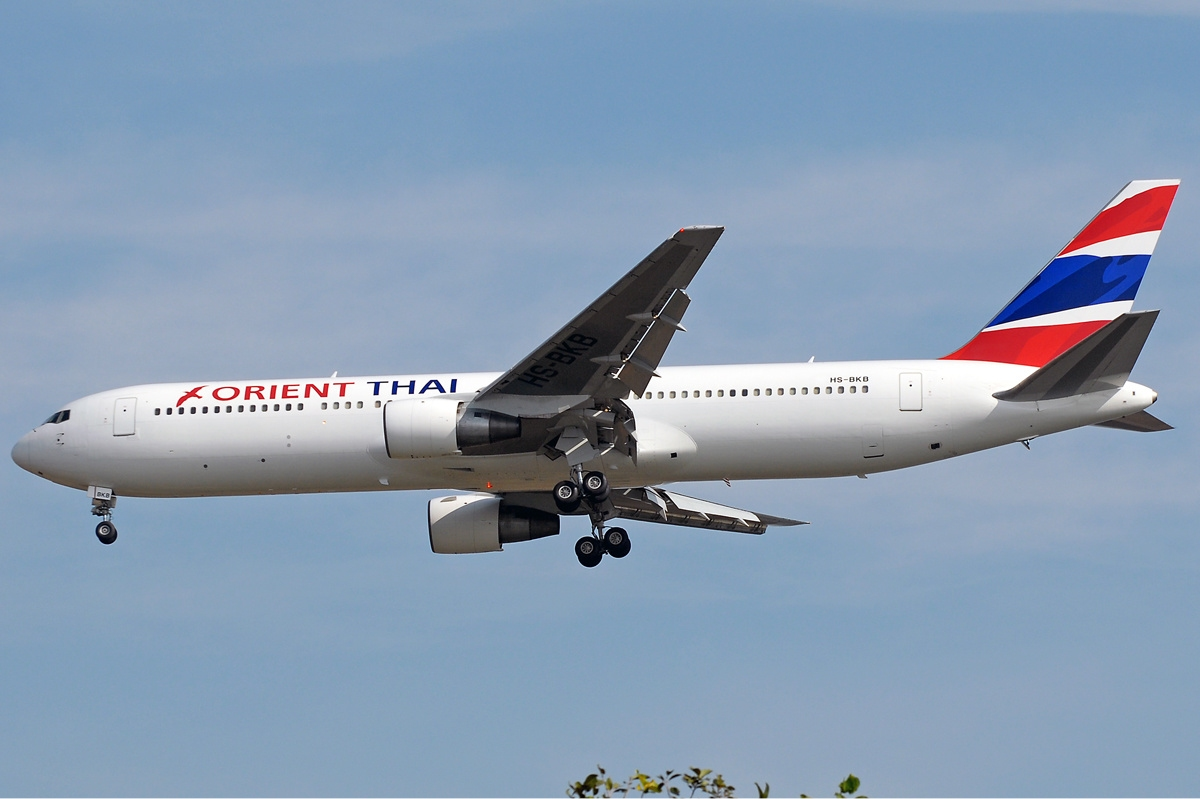
泰国东方航空波音767-300（原属日本航空）

### 结束运营前机队
截至2018年6月，泰國東方航空的平均機齡為27.7年，且全數進入封存狀態，機隊資料如下：

## 事故
- 於2004年9月：泰國東方航空一班自泰國曼谷起飛前往日本東京的波音747包機在午夜時分，飛近東京羽田國際機場準備降落時，疑因機師不熟悉環境，差點便撞向東京鐵塔，引發嚴重航空事故。據悉，航機當時距離鐵塔只有200米。事後，航空公司已把有關機師勒令停職調查，並要求該航班全體機組人員參加重新培訓課程。
- 於2007年9月16日：泰國東方航空子公司：One-Two-GO航空269号班机空难，型號為：麥道MD-82（註冊編號：HS-OMG），機上載有123名乘客和7名機組人員，由曼谷廊曼國際機場前往普吉國際機場，降落時，疑因風切變以及機師人為錯誤，引致飛機滑出跑道，造成機長和88人死亡（包括55名外國人和33名泰國人）以及41人受傷（包括24名外國人和17名泰國人）。後來，美國國家運輸安全委員會(NTSB)揭發當日有關機師飛行時數嚴重超出法例上限，同時，亦揭發泰國東方航空及One-Two-GO航空管理層和部份機師賂賄泰國民航局調查員私自更改飛行紀錄和機師更表。美國國家運輸安全委員會（NTSB）亦發現，㈠有機師的飛行能力測試根本沒有被確認，甚至未能通過，但文件卻顯示已確認；㈡航空公司的模擬訓練沒有包括風切變這基本的訓練；㈢機師訓練不足；㈣母公司泰國東方航空部份作業手冊的資料過期及未被認證；㈤部份操作不按手冊程序執行等等問題，引致是次嚴重飛行事故。
- 於2008年7月5日：泰國東方航空OX200班機，型號為：波音747-400，因天氣問題，於曼谷-蘇凡納布機場滑行道等候近2小時，控制塔才給予起飛指示。經過約2小時55分鐘航程，OX200班機順利降落香港國際機場。但當有關航班駛離跑道，沿滑行道前往停機坪期間，疑因燃油不足，航機突然停下，引擎及空調隨即關閉，機上所有乘客均需由緊急逃生滑梯離開機艙。據說，OX200航班，在曼谷-蘇凡納布機場滑行道等候期間，引擎一直在運轉，機上的機艙服務員曾用機上通訊電話與駕駛艙聯繫，並建議機長暫時把引擎關閉，以節省燃油，但機長和副機長均未有理會有關建議，有乘客懷疑這是燃油不足的原因。事後，泰國東方航空調查事件屬實，航空公司決定解僱負責駕駛當日有關航班之機長及副機長，並在其公司網站向所有受事件影響的乘客致歉。然而，泰國東方航空的聲譽仍受到一定的影響。
- 於2008年7月22日：泰國東方航空及其子公司One-Two-GO航空因機組人員非法超時工作，航空公司未能為適當地培訓機組人員，提供適當培訓課程予機組人員，未能為乘客提供安全的航班，觸犯法例，其安全記錄不佳等原因，被泰國當局勒令停飛全部航線30至56天不等。
- 於2012年8月13日：泰國東方航空OX200班機，型號為：波音747-300，因轉向輪問題未能成功離開泊位，機上近500人被迫滯留|曼谷-蘇凡納布機場，部份人一度鼓譟，所有人被安排到曼谷-蘇凡納布機場酒店休息。事件擾攘近15小時才離開機場。
- 於2013年7月31日：泰國東方航空一架由中國深圳寶安國際機場起飛，前往泰國普吉國際機場的包機。於當地黃昏時分，因不明原因，需要緊急降落位於泰國南部素叻他尼（Surat Thani）的素叻他尼機場（Surat Thani Airport）。緊急降落時，輪胎發生破裂，引致飛機失控，航機上130名乘客中，有9名乘客因而受傷。事後，素叻他尼機場（Surat Thani Airport）需要即時關閉，以便清理跑道。
- 於2014年6月26日：泰國東方航空OX200班機，型號為：波音747-400，載有81名乘客，由曼谷-蘇凡納布機場起飛，前往香港國際機場。在香港時間晚上8時37分飛抵香港後，據稱，機上出現局部停電，乘客約半小時後始能離開。同時，由於航機電力故障，未能開啟擺放行李的艙門，乘客下機後遲遲未見行李由輸送帶卸下，乘客一度大為鼓譟。6月26日零時許完成維修後，泰國東方航空已安排速遞公司，連同航空公司的信件，陸續將行李速遞往乘客家中。
- 於2015年2月25日：泰國東方航空OX203班機，型號為：波音747-400，由香港國際機場起飛，前往泰國曼谷。在香港時間上午8時42分起飛後不久，機長發現飛機出現一般技術性問題，懷疑有機件故障，為安全起見要求折返香港機場。由於涉及機件故障，香港機場管理局通知香港消防處派出消防車到跑道作局部戒備。隨後客機環繞大嶼山盤旋一圈後，至9時20分安全降落，機場運作沒有受到影響。據悉，客機隨後經檢查證實沒有問題，可以馬上再起飛，惟有4名旅客懷疑受驚，堅持要下飛機，結果工作人員要花時間卸下他們的寄艙行李，最終客機延至上午11時許才能再起飛，在下午2時許抵達曼谷-蘇凡納布機場。
- 於2016年3月9日：由於泰國東方航空的一架客機的引擎故障，航空公司決定取消由3月10日至3月31日所有往來香港與曼谷-蘇凡納布的航班，航班編號為OX203及OX200。根據泰國東方航空公司的網上訂票系統顯示，由香港前往曼谷的機位預訂暫停至4月2日，而由曼谷前往香港的機位預訂則暫停至4月6日，訂位服務需要在4月3日及4月7日才恢復。航空公司表示，現時只有1架飛機在這條航線服務，飛機在3月9日晚上抵達香港後，工程師發現引擎有問題，需要維修，故航班服務要暫停。據了解，泰國東方航空在香港往返曼谷的航線都是使用同一架波音747-400型號客機（註冊編號HS-STC）來回飛行。飛機在星期三晚由曼谷飛抵香港後，就沒有離開香港。翻查資料，該飛機有24年機齡，在1992年開始服役。有關客機最初由新加坡航空公司使用，泰國東方航空直至2010年才購入有關客機。香港民航處表示，已接獲泰國東方航空公司申請於2017年3月復航。並改以波音767型號客機，取代原用的波音747-400型號客機執行。繼續營運往返曼谷與香港的航點。惟由於一直未有付清港機工程的維修費用，故航班一直處於取消狀態。[4]後來在2018年泰國東方航空無限期停飛，這架波音747-400便一直停泊在香港國際機場飛機維修區，直至2019年5月《南華早報》報道機場管理局和相關機構近月開始利用這客機作培訓用途。[5]2020年6月，此機已被拆毀。[6]
- 2016年4月11日，泰國東方航空一班從布吉至南寧的OX616航班，在降落廣西南寧機場後，起落架被發現少了一個前輪，事件中無人受傷。[7]2016年5月5日，中國民航局決定削减泰國東方航空在中國5个定期航点，削减其5架在华运行的飞机，暂停批准其新增在华航点、飞机申请，罚款29,000元人民币，并将该公司列为重点监管对象。[8]

## 外部連結
- 官方網站（页面存档备份，存于）
- 子公司網站